# 内頸動脈
内頸動脈（ないけいどうみゃく、英: internal carotid artery）は、心臓血管である上行大動脈から分枝してできる左右の総頸動脈から分枝する動脈の一つ。頭部および頸部の主要な血管の一つ。海綿静脈洞を通り、蝶形骨前床突起の内側で脳硬膜を貫いた直後に頭蓋内での最初の枝である眼動脈が出る。クモ膜下腔で、後交通動脈と前脈絡叢動脈が出る。その後、2本の太い終枝である前大脳動脈と中大脳動脈とに分枝する。
分岐する枝の数やその大きさのため、上に行くほど細くなる。
子供では外頸動脈より多少大きいが、大人ではほぼ同じ大きさである。総頸動脈からの分岐部では、外頸動脈より裏面で、正中側にある。また、頸動脈三角の中に含まれている。

## 枝
内頸動脈から別れる血管として、眼動脈、後交通動脈、前脈絡叢動脈、前大脳動脈、中大脳動脈がある。